# Zárt dolomitsziklagyep
A zárt dolomitsziklagyep (Festuco pallenti-Brometum pannonici Zólyomi, 1958) a sziklagyepek egyik, edafikus növénytársulása a szubmediterrán mészkő-dolomitsziklagyepek (Bromo-Festucion pallentis Zólyomi, 1966) társulástani csoportjában.

## Elterjedése, élőhelye
A Dunántúli-középhegység szubmontán övezetében:
- Duna-balparti rögök,
- Budai-hegység,
- Vértes,
- Bakony,
- Balatonfelvidék,
- Keszthelyi-fennsík

jellegzetesen az északnak néző, hűvös, párás mikroklímájú lejtők felső harmadában és sziklaletörésein fejlődött ki, a nyúlfarkfűgyepekkel vikariáns helyzetben. Csak dolomit alapkőzeten, törmelékes váztalajon vagy rendzinán nő, de ebben a talajban több humusz halmozódik fel, mint a nyílt dolomitsziklagyepekében.

## Megjelenése, felépítése
A gyep jól zár, a szabad sziklafelszín csak elvétve bukkan felszínre. A gyepben keverednek a széles levelű mezofil és a keskeny levelű szárazságtűrő fűfajok. A kétszikűek sziklai fajok és széles levelű, mezofil vagy réti fajok. A gyep alján gazdag mohaszint alakult ki.

## Karakterfajai
A társulás három domináns faja:
- magyar rozsnok (Bromus pannonicus) — Magyarországon endemikus,
- deres csenkesz (Festuca pallens),
- lappangó sás (Carex humilis).

A gyepbe elegyedő réti fajok:
- rezgőfű (Briza media),
- illatos borjúpázsit (Anthoxanthum odoratum),
- sudár rozsnok (Bromus erectus),
- lappangó sás (Carex humilis),
- deres csenkesz (Festuca pallens).

Ritka glaciális reliktum fajai az egykor a magashegységekből leereszkedett, dealpin növények:
- lila csenkesz (Festuca amethystina),
- tarka nádtippan (Calamagrostis varia),
- szürke bogáncs (Carduus glaucus),
- medvefül kankalin (Primula auricula subsp. hungarica).
- dolomitlen (Linum dolomiticum).

További, az alpesi sziklagyepekkel közös fajok:
- keserű pacsirtafű (Polygala amara),
- balatoni galaj (Galium austriacum),
- gombos varjúköröm (Phyteuma orbiculare),
- terpedt koronafürt (Coronilla vaginalis),
- henye boroszlán (Daphne cneorum  subsp. cneorum),
- gubóvirág (Globularia punctata),
- korongpár (Biscutella laevigata),
- hegyi gamandor (Teucrium montanum)
- alpesi nyúlszapuka (Anthylis vulneraria ssp. alpestris).

Pilisborosjenőn, a solymári falon ritkaságként nő a hegyi tarsóka (Thlaspi montanum).
Gyakran tömegesen jelenik meg az ágas homokliliom (Anthericum ramosum).
Sok a sztyeppréti elem:
- karcsú fényperje (Koeleria cristata),
- budai imola (Centaurea sadleriana),
- macskafarkú veronika (Pseudolysimachion spicatum),
- vajszínű ördögszem (Scabiosa ochroleuca) stb.

Két, pionír cserjefaja a fanyarka (Amelanchier ovalis) és a nagylevelű madárbirs (Cotoneaster tomentosa).